# Dorfkirche Reichstädt

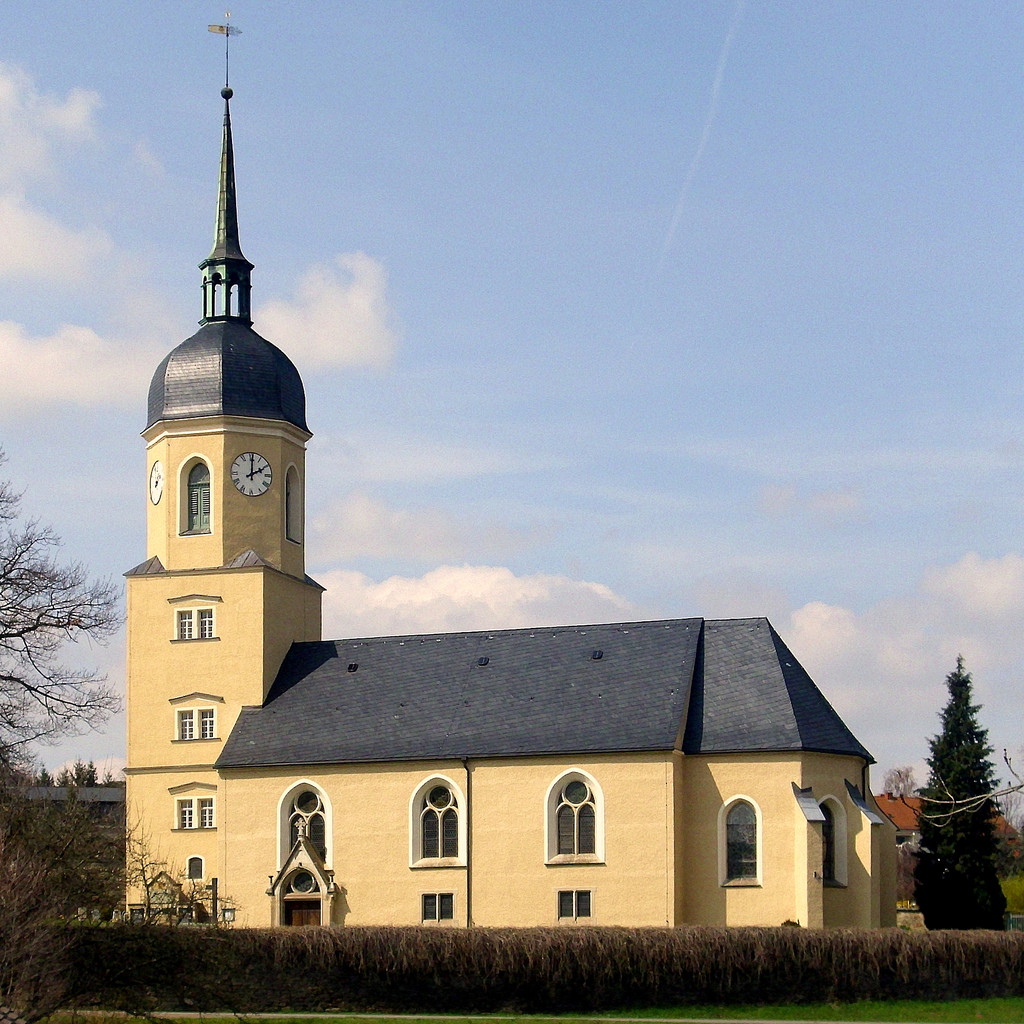
Kirche Reichstädt

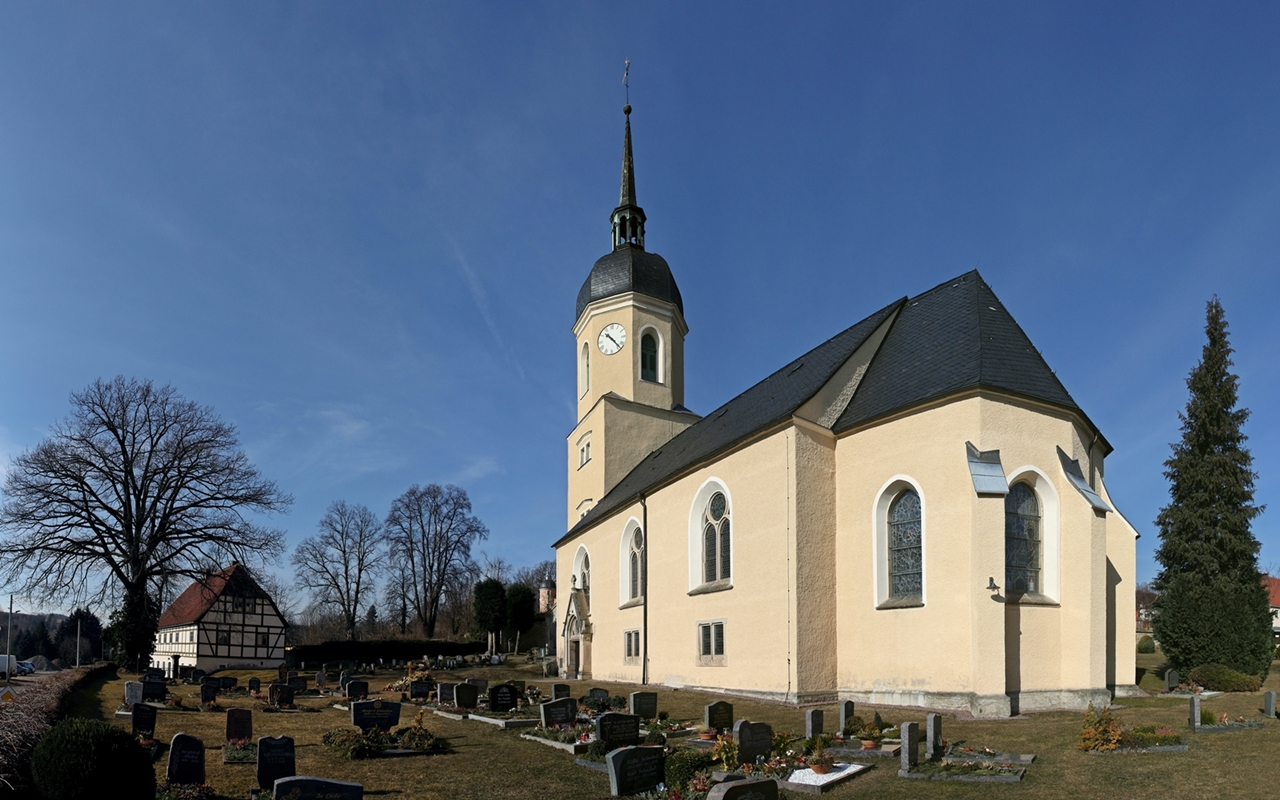
Südostansicht mit Friedhof und alter Schule

Die evangelische Dorfkirche Reichstädt ist eine gotische, barockisierte Saalkirche im Ortsteil Reichstädt von Dippoldiswalde im Landkreis Sächsische Schweiz-Osterzgebirge in Sachsen. Sie gehört zur Kirchengemeinde Dippoldiswalde-Schmiedeberg im Kirchspiel Osterzgebirge der Evangelisch-Lutherischen Landeskirche Sachsens.

## Geschichte und Architektur
Die Kirche in Reichstädt ist ein von Strebepfeilern umgebenes Bauwerk mit Dreiachtelschluss und einem mächtigen Westturm. Sie wurde mit neugotischen Portalen ausgestattet. Einfache spitzbogige Fenster sind an der Nordseite und am Chor zu finden, die Fenster an der Südseite sind neugotisch umgestaltet. Der viergeschossige Turm schließt mit achteckigem Glockengeschoss und Welscher Haube. Nordwestlich daran schließt sich ein kleiner Treppenturm an. Weitere Anbauten sind an der Nordseite zu finden. Am Saal ist ein zweigeschossiger Anbau mit Gruft im Untergeschoss und Herrschaftsloge im Obergeschoss zu finden, der ehem. Verbindungsgang zum Schloss wurde 1945 abgebrochen. Am Chor ist die schlichte gratgewölbte Sakristei mit Pultdach angebaut. Im Jahr 2010 wurde die Kirche grundlegend renoviert.
Der Innenraum der Kirche ist flachgedeckt; die mit Propheten, Aposteln und Evangelisten von Buse bemalte Decke wurde 1892 durch eine schlichte Holzdecke ersetzt. An drei Seiten sind eingeschossige Emporen eingebaut. Ein leicht spitzbogiger Chorbogen führt zum sterngewölbten Chor. Die Eingangshalle im Erdgeschoss des Turmes ist mit Kreuzgratgewölbe geschlossen.

## Ausstattung
Das Hauptstück der Ausstattung ist ein zweigeschossiger Säulenaltar aus dem Jahr 1726 mit Abendmahl- und Auferstehungsgemälde. Der Altar stammt aus der 1872 abgerissenen Wallfahrtskirche auf der Kahlen Höhe, wurde 1978 restauriert und im Chor aufgestellt. Der schlichte Taufstein stammt vom Beginn des 19. Jahrhunderts. Vier Tafeln des ehemaligen Deckengemäldes sind an der Nord- und Südwand aufgehängt, fünf weitere stehen in dem Anbau an der Nordseite; sie stammen aus der ersten Hälfte des 17. Jahrhunderts. Die Orgel mit 21 Registern auf zwei Manualen und Pedal wurde von Schmeisser im Jahr 1892 geschaffen. Zwei Epitaphe früherer Rittergutsbesitzer sind über den Emporen angebracht, sie erinnern an Caspar Christoph von Nostitz († 1697) und seine Ehefrau Susanne Luitgarden von Bünau († 1738).
In der Gruft sind zwei Sarkophage ehemaliger Rittergutsbesitzer zu finden: der mit Schwert, Ritterhelm und Posthörnern reich ausgestattete Sarg des Generalpostmeisters Adam Rudolph von Schönberg († 1795) sowie ein schlichterer für Caspar Friedrich Rudolph von Schönberg († 1830). In der Turmhalle befinden sich vier wertvolle Grabsteine von Daniel Schwenke für den Erbrichter Elias Jordan († 1604) und drei seiner Vorfahren, die Steine sind auf 1608 datiert.

## Kirchhof
Der Kirchhof ist von einer Einfriedungsmauer aus Bruchsteinmauerwerk mit Sandsteinabdeckplatten umgeben, die östliche Einfriedungsmauer ist eine Stützmauer mit von Efeu überwachsener Mauerkrone, das Südosttor ist mit Torpfeilern aus Sandstein, Radabweisern aus Sandstein, Sandsteinschwelle und zwei schmiedeeisernen Torflügeln ausgestattet (die Tore haben je einen Türflügel, der separat zu öffnen ist). Die nördliche Einfriedungsmauer ist mit teilweise aufgesetztem Holzlattenzaun versehen; ein Durchgang zum Pfarrhaus und ein Tor in dieser Mauer erschließen den Kirchhof.
Ein ansteigender Weg mit Stützmauern vom Südosttor zur Kirche führt ebenfalls zum Kirchhof, der mit einer Linde in der Südostecke und einer Buche an der Nordostecke außerhalb des Kirchhofs bepflanzt ist. Ein Kriegerdenkmal aus Sandstein mit Inschrift erinnert an die im Ersten Weltkrieg Gefallenen.